# Sliedrecht
Sliedrecht er en by i det centrale Holland, med et indbyggertal på 25.597 (2021). Byen ligger i provinsen Sydholland.